# Acmón (primordial)
En la mitología griega Acmón (en griego Ἄκμων, Ákmon, esto es, «cénit») es una de las fuerzas o deidades primordiales. Es referido como el padre de Urano según una versión de la poesía épica. En la Titanomaquia, en cambio, se dice que el Éter, otro primordial, fue el padre de Urano. La relación de Acmón con Éter es sencilla, pues de él procede la luz y es un punto más elevado que el οὐρανός (cielo). En efecto, todo procede del Éter.
De manera curiosa se nos dice que Caronte es hijo de Acmón.
Hesíodo utilizaba el patronímico de Acmónida, esto es, «hijo de Acmón», para referirse a Urano, como un rey de la tierra de pecho profundo que en todas partes tiene asiento:
«Hesíodo llama Acmónida a Urano. Gea dio a luz a Acmón y de Acmón nació Urano».
Calímaco también lo cita:
«... En torno al cual arrojó al giratorio hijo de Acmón».
Alcmán da su versión sugiriendo que Acmón es el punto cenital donde gira el eje del firmamento:
«El padre de Urano, como ya se ha dicho, se llama Acmón porque el movimiento celestial es infatigable (ἀκάματος, akámatos); y los hijos de Urano son Acmónidas: los antiguos dejan claros estos dos puntos. Alcmán dice que el cielo pertenece a Acmón».